# Linda Woolverton
Linda Woolverton (sinh ngày 19 tháng 12 năm 1952) là một nhà biên kịch, nhà viết kịch và tiểu thuyết gia người Mỹ. Những tác phẩm nổi tiếng nhất của bà bao gồm kịch bản và sách của những bộ phim và vở nhạc kịch sân khấu được tán dương của Disney. Bà là người phụ nữ đầu tiên viết kịch bản cho một phim hoạt hình của Disney, Người đẹp và quái vật (1991) — bộ phim điện ảnh hoạt hình đầu tiên giành đề cử Oscar cho phim hay nhất. Bà còn hỗ trợ viết kịch bản cho Vua sư tử và chuyển thể kịch bản Người đẹp và quái vật của riêng bà thành sách trong vở nhạc kịch Broadway chuyển thể từ phim, giúp bà nhận một đề cử Tony. Những tác phẩm gần đây nhất của bà gồm Alice ở xứ sở thần tiên, một thành công lớn về doanh thu phòng vé, giúp bà trở thành nhà nữ biên kịch đầu tiên và duy nhất được ghi nhận trong một bộ phim điện ảnh tỷ đô; tác phẩm còn lại của bà là kịch bản của Tiên hắc ám.